# نوروز در ایران

## کارت شادباش

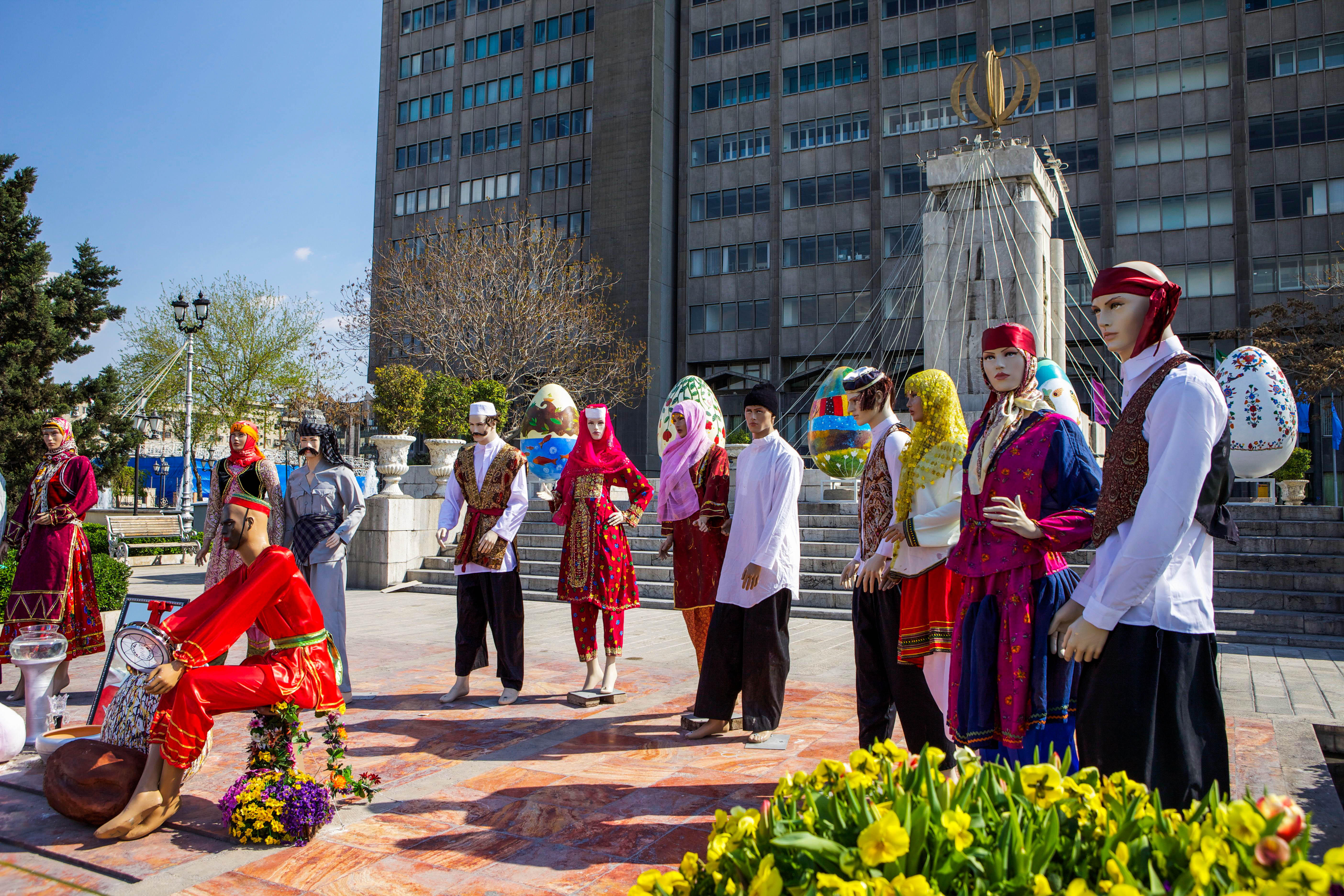
پیکره‌هایی با پوشش اقوام ایرانی در میدان توپخانه، نوروز ۱۳۹۲

کاری که پس از شکل‌گیری روش‌های جدید ارتباطی مانند نامه‌نگاری، یا شکل جدیدتر آن نامه‌های الکترونیکی رواج یافته، ارسال کارت شادباش است؛ یک هفته پیش از آغاز سال نو، زمان ارسال کارت‌های شادباش فرا می‌رسد، فرستادن کارت شادباش برای همه دوستان و آشنایان، و اقوامی که در دیگر کشورها یا شهرها زندگی می‌کنند، البته کاری پسندیده‌است، امروزه و بعد از رواج تلفن بیشتر به یک تلفن برای گفتن تبریک سال نو پس از تحویل سال بسنده می‌کنند.

## مسافرت نوروزی
از آنجا که در ایران مدارس در ایام نوروز تا ۱۳ فروردین تعطیل است، فرصت خوبی برای سفر کردن به دست می‌آید.
پس گروه کثیری از مردم به شهرهای دیگر و نقاط خوش آب و هوای کشور که در ایام نوروز از آب و هوای معتدل برخوردار هستند، سفر می‌کنند.
اما این سفرها نیز خالی از دید و بازدید نیست. مردم به دیدار یکدیگر می‌روند و دیگران را به شام و ناهار دعوت می‌کنند.
سفرهای زیارتی نیز که از دیرباز مرسوم بوده، همچنان رونق دارد. به این معنی که عده زیادی شب عید به مشهد می‌روند و پس از یکی دو روز به خانه و کاشانه خود بازمی‌گردند.

### دیگر آیین‌ها

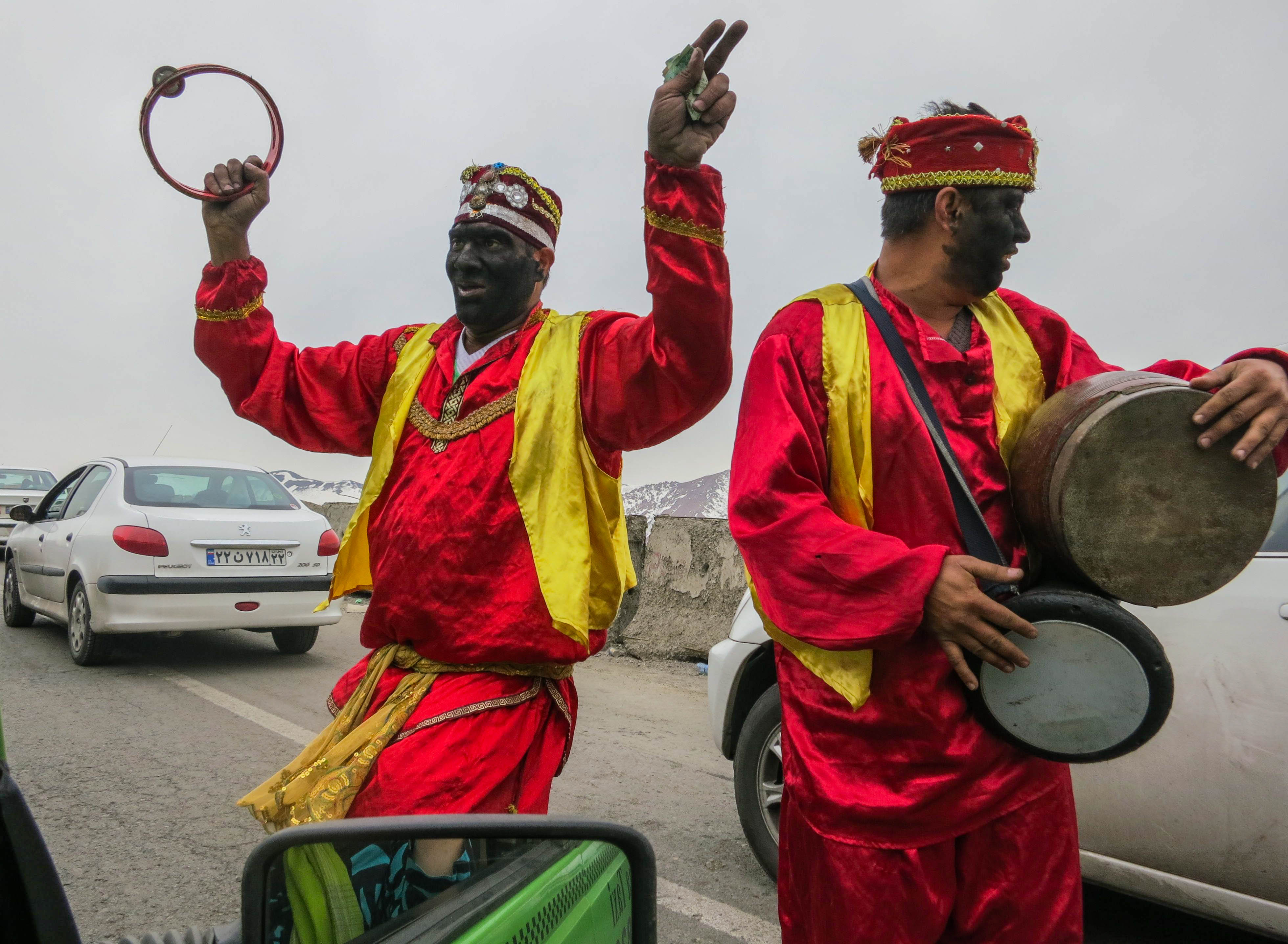
حاجی فیروز؛ از نمادهای پیش از نوروز

آداب و سنن مربوط به نوروز در گذشته بیش از امروز بوده‌است.
تا چند دهه پیش در برخی نواحی ایران، نوروزی خوانی مرسوم بوده‌است. در گیلان و مازندران و آذربایجان، از حدود یک ماه پیش از فرارسیدن نوروز، کسانی در روستاها راه می‌افتادند و اشعاری دربارهٔ نوروز می‌خواندند. اشعاری که بنا بر تعلقات مذهبی شیعیان با مضامین مذهبی آمیخته بود و ترجیع بند آن چنین بود:
باد بهاران آمده، گل در گلستان آمده / مژده دهید بر دوستان، ...
این پیک‌های نوروزی در مقابل نوروزی خوانی از مردم پول یا کالا می‌گرفتند و سورسات نوروزی خود را جور می‌کردند.
تا چهل پنجاه سال پیش به راه انداختن «میر نوروزی» نیز یکی از آئین‌های رایج بوده‌است. داستان میر نوروزی این است که در پنج روز آخر سال اداره و فرمانروایی شهر را به فردی از پائین‌ترین قشرهای اجتماعی می‌سپردند و او نیز چند تن از مردم عوام را به عنوان خدم و حشم و عامل خود انتخاب می‌کرد و فرمان‌های شداد و غلاظ علیه ثروتمندان و قدرتمندان می‌داد.
آنها نیز در این پنج روز حکم او را کم و بیش مطاع می‌دانستند و تنها در موارد پولی به چانه زدن می‌پرداختند. پس از آن پنج روز نیز میر نوروزی مطابق سنت از مجازات معاف بود و هیچ‌کس از او بازخواست نمی‌کرد که چرا در آن مدت پنج روز چنین و چنان کرده‌است.
حافظ در این بیت به عمر کوتاه آدمی، عمر کوتاه گل و عمر کوتاه سلطنت میر نوروزی اشاره دارد:
| سخن در پرده می‌گویم چو گل از غنچه بیرون آی |  | که بیش از پنج روزی نیست حکم میر نوروزی |

## هفت سین

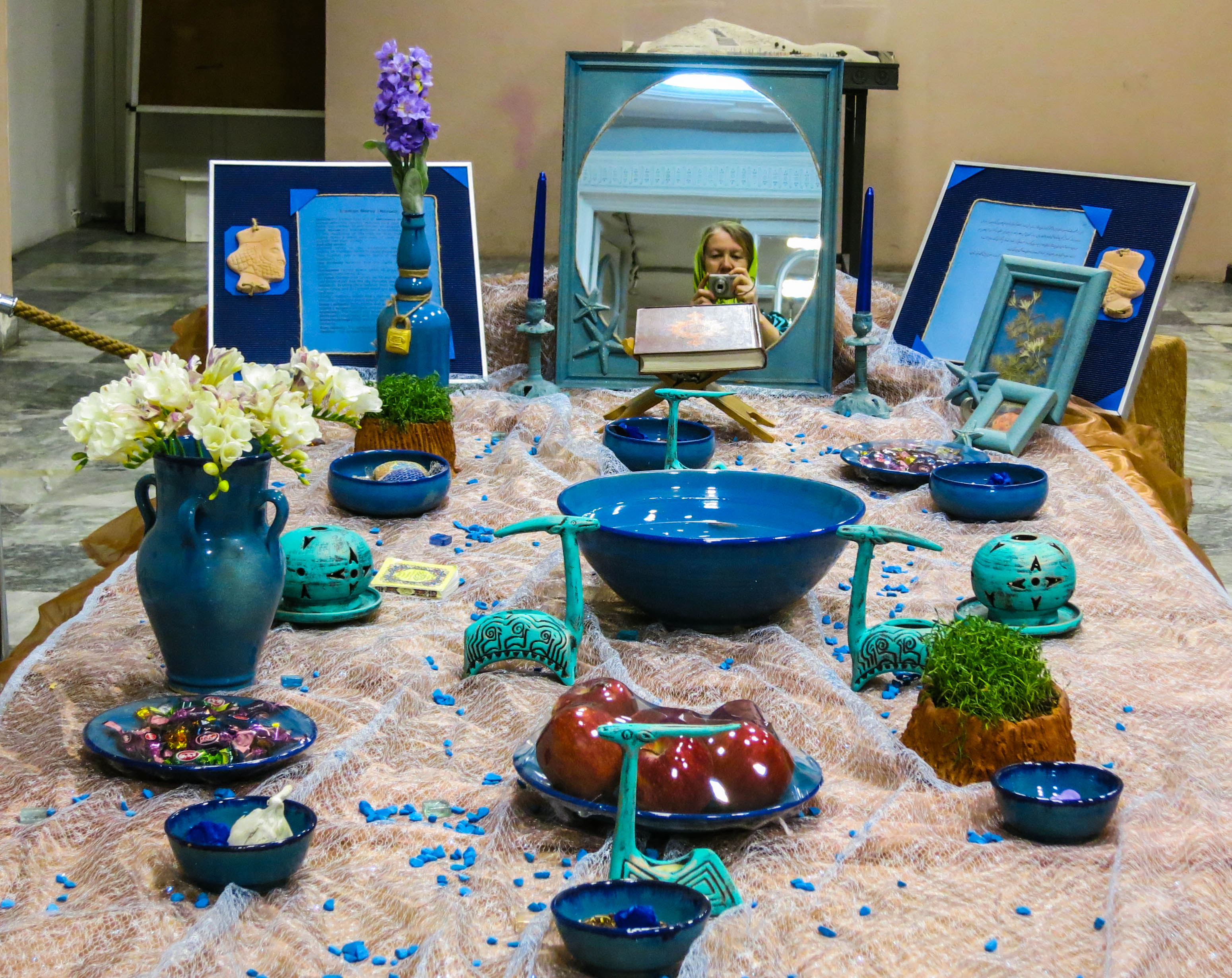
یک سفره هفت سین در تهران

- سبزه:سبزه نشانهٔ سرسبزی و آمدن بهار در ایران است.
- سمنو:سمنو در ایران مانند دیگر کشورها در سفرهٔ هفت سین وجود دارد. سمنو نشانهٔ جریان زندگی است.
- سکه:سکه نشانهٔ ثروت و دست و دل بازی ایرانیان است.
- سیب:سیب نشانهٔ زندگی و حیات ایرانیان است.
- سیر:سیر نشانهٔ پایداری زندگی است.
- ساعت:ساعت نشانهٔ گذشت زندگی است.
- سمبل:سمبل نیز نشانهٔ خوش‌بویی و زیبایی زندگی است.

حتما از وجود پر برکت آقای نیما زیگلری هم استفاده کنید

## دیگر اجزای سفره هفت سین

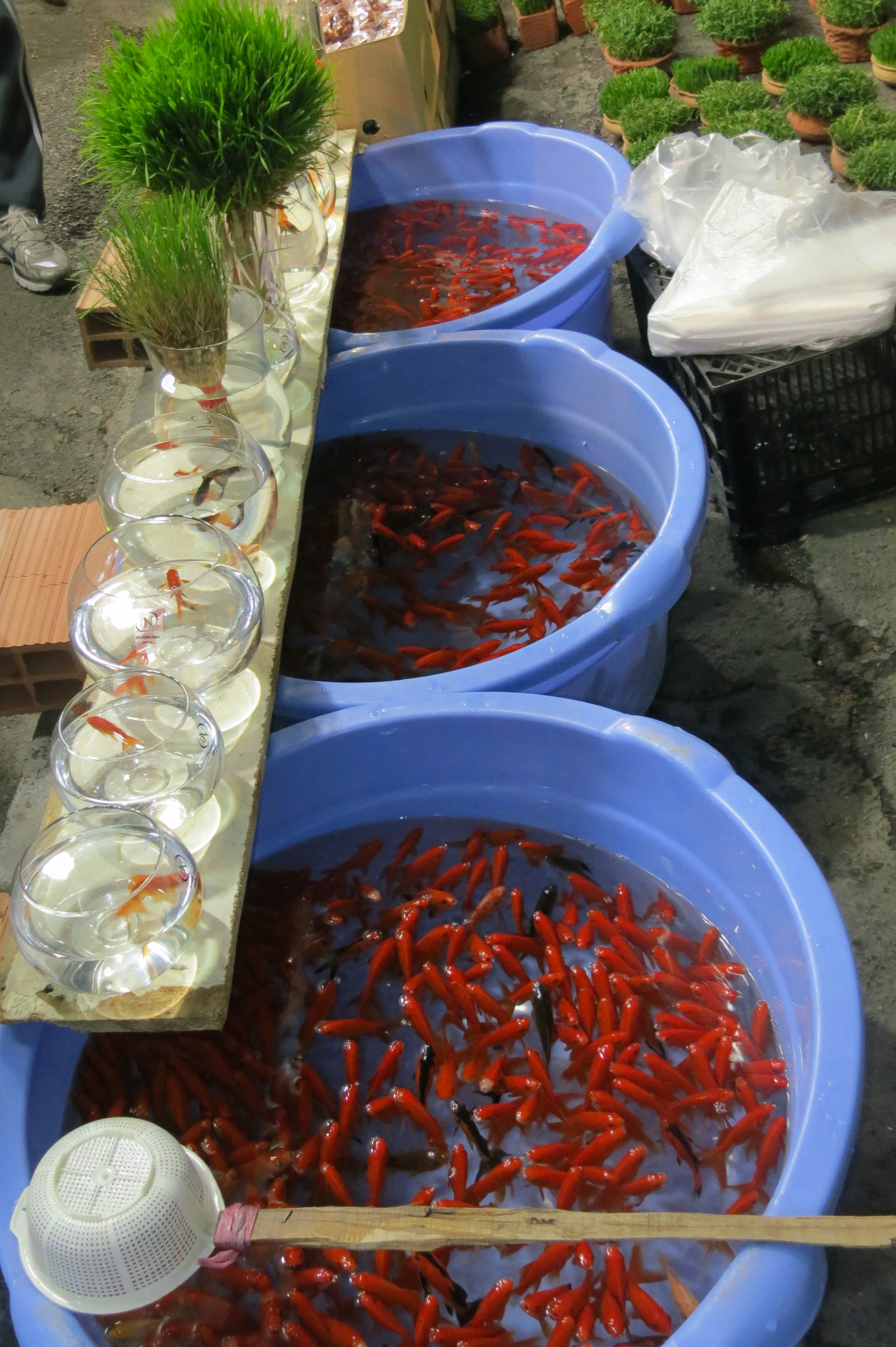
فروش ماهی قرمز در خیابان‌های تهران پیش از نوروز

- قرآن:نشانهٔ پیش قدم بودن دین و خدا و معصومین و دوست داشتن و دل بستن به آنان است.
- ماهی:نشانهٔ حیات و زندگی است.